# The Golden Age (Your Demise)
The Golden Age è il quarto album studio della band hardcore punk inglese Your Demise, pubblicato il 26 marzo 2012. In Europa è stato pubblicato sotto l'etichetta Visible Noise mentre in Canada sotto la Distort Entertainment.

Nell'album hanno collaborato molti cantanti di altri gruppi  musicali inclusi: Steve Regan (Annotations Of An Autopsy), Josh Franceschi (You Me At Six), Jason Butler (letlive.), David Wood (Down To Nothing and Terror), Theo Kindynis (Last Witness), Ajay Jones (Brutality Will Prevail), Louis Gauthier (Breaking Point) e Dannika Webber degli (Evarose).

La band ha pubblicato il primo singolo, Forget About Me, il 3 gennaio 2012 con la partecipazione di David Wood (Down To Nothing and Terror) come voce ospite. La canzone è disponibile su iTunes e sul sito ufficiale del gruppo.

## Tracce
1. The Golden Age – 2:28
2. These Lights – 2:47
3. Born a Snake – 2:56
4. Push Me Under – 2:34
5. Paper Trails  (con la collaborazione di Dannika Webber del gruppo Evarose) – 2:29
6. Forget About Me" (con la collaborazione di David Wood del gruppo Down to Nothing, Terror) – 2:41
7. I'm (Not) the One (con la collaborazione di Jason Aalon Butler del gruppo Letlive.) – 2:45
8. Never a Dull Moment – 2:43
9. The Colour of Envy – 2:54
10. A Decade Drifting" (con la collaborazione di Josh Franceschi del gruppo You Me at Six) – 3:26
11. Worthless" (con la collaborazione di Ajay Jones del gruppo Brutality Will Prevail, Louis Gauthier del gruppo Breaking Point e Theo Kyndynis del gruppo Last Witness) – 4:01
12. Everything You Know  (B-Side)  – 2:32